# Мамонтов, Анатолий Григорьевич
Анатолий Григорьевич Мамонтов (27 февраля 1925, Карабулак, Джетысуйская губерния, РСФСР, СССР — 2000, Паневежис, Литва) — воздушный стрелок, участник Великой Отечественной войны, полный кавалер ордена Славы. Подполковник ВВС СССР.

## Биография
Родился 27 февраля 1925 года в селе Карабулак Джетысуйской губернии Киргизской Автономной ССР (ныне - Ескельдинский район,Жетысуская область, Казахстан</ref>). Из семьи служащего. Русский.
Окончил 8 классов в 1941 году. После начала Великой Отечественной войны оставил школу и с 1941 года работал токарем в Орджоникидзевской машинно-тракторной станции Алма-Атинской области. Член ВЛКСМ с 1942 года.
В Красную армию призван Талды-Курганским районным военкоматом Алма-Атинской области Казахской ССР в феврале 1943 года. В военкомате просился в ВВС, но был направлен в пехоту. Окончил ускоренный курс Алма-Атинского военно-пехотного училища в 1943 году, однако незадолго до окончания училища курсанты были направлены на фронт.
Гвардии красноармеец А. Г. Мамонтов участвовал в Великой Отечественной войне с июля 1943 года. Воевал автоматчиком 107-го гвардейского стрелкового полка 110-й гвардейской стрелковой дивизии 37-й армии, на Степном фронте. Участник битвы за Днепр.
В бою 10 октября 1943 года под городом Пятихатка Днепропетровской области Украинской ССР был ранен в ногу. После госпиталя ему удалось осуществить свою мечту служить в авиации. Он был направлен в школу воздушных стрелков и после её окончания в декабре 1943 года направлен воздушным стрелком штурмовика Ил-2 в 667-й (с февраля 1944 — 141-й гвардейский) штурмовой авиационный полк 5-й воздушной армии 2-го Украинского фронта. В июле 1944 года полк был передан во 2-ю воздушную армию 1-го Украинского фронта и в её составе сражался до Победы.
В первый месяц пребывания на фронте выполнил 10 боевых вылетов, за что награждён своей первой наградой — медалью «За отвагу».
2 мая 1944 года шестёрка Илов была атакована 4-мя истребителями Ме-109. В завязавшемся воздушном бою отбил все атаки истребителей и в группе с другими стрелками сбил один немецкий истребитель. К этому времени на его счету было уже 32 боевых вылета. Наградой стал орден Отечественной войны.
К началу августа 1944 года выполнил уже 65 боевых вылетов, при этом в воздушном бою 15 июля пулемётным огнём отбил несколько атак двух немецких истребителей, не дав им возможности вести прицельный огонь по своему штурмовику. В конце концов немецкие истребители покинули район боя, не сумев помешать советским штурмовикам атаковать наземные цели. Наградой стал второй орден Отечественной войны.
17 августа 1944 года у села Мариямполь (ныне в Ивано-Франковской области Украины) шестёрка Илов во время штурмовки танков противника была атакована парой немецких истребителей. Воздушный стрелок Мамонтов вовремя заметил опасность и метким пулемётным огнём сбил один истребитель.
Воздушный стрелок 141-го гвардейского штурмового авиационного полка Мамонтов А. Г. к 20 августа 1944 года выполнил 68 боевых вылетов.
За образцовое выполнение боевых заданий командования на фронте борьбы с немецкими захватчиками и проявленные при этом доблесть и мужество приказом по 9-й гвардейской штурмовой авиационной дивизии от 27 августа 1944 года награждён орденом Славы 3-й степени.
К 10 сентября 1944 года совершил 70 боевых вылетов. В бою 2 сентября 1944 года на его штурмовик атаковали сразу два Ме-109. Сначала метким огнём заставил отвернуть ведущего истребителя, а затем перенёс огонь на ведомого и сбил его.
За образцовое выполнение боевых заданий командования на фронте борьбы с немецкими захватчиками и проявленные при этом доблесть и мужество приказом войскам 2-й воздушной армии от 22 октября 1944 года Мамонтов А. Г. награждён орденом Славы 2-й степени.
К маю 1945 года выполнил 130 боевых вылетов (по другим данным 152 боевых вылетов), из них после последнего награждения участвовал в 60 боевых вылетах, провёл ещё 7 воздушных боёв. 26 марта 1945 года при штурмовке артиллерии и танков противника на группу из 12 штурмовиков атаковали сразу 8 немецких истребителей. Действуя в экипаже гвардии старшего лейтенанта Владимира Куракина с дистанции 200—250 метров лично сбил истребитель Ме-109. Это была третья победа воздушного стрелка.
Приказом Верховного Главнокомандующего № 342 от 25 апреля 1945 года за полное окружение Берлина и взятие города Кетцин объявлена благодарность лётчикам дивизии подполковника Донченко.
9 мая 1945 года за освобождение Праги приказом Верховного Главнокомандующего объявлена благодарность всему личному составу 9-й гвардейской штурмовой авиационной дивизии.
За образцовое выполнение боевых заданий Командования на фронте борьбы с немецкими захватчиками и проявленные при этом доблесть и мужество Указом Президиума Верховного Совета СССР от 27 июня 1945 года гвардии сержант Мамонтов Анатолий Григорьевич награждён орденом Славы 1-й степени. Стал полным кавалером ордена Славы.
После войны продолжал службу в Советской Армии, в 1946 году вступил в ВКП(б), служил в ВВС Прибалтийского военного округа, а так же в Центральной группе войск на территории ЧССР. С 1969 года майор А. Г. Мамонтов — в запасе. В 1977 году ему было присвоено воинское звание подполковник запаса.
Жил в городе Паневежис Литовской ССР. Работал в системе гражданской обороны.
Умер в 2000 году, похоронен на Паневежиском городском кладбище.

## Награды
(См. фото)
- два ордена Отечественной войны I степени (28.06.1944[7] 06.03.1985[8][9])
- орден Отечественной войны II степени (10.08.1944)[10]
- орден Славы I степени (27.06.1945)[11]
- орден Славы II степени (23.10.1944)[12]
- орден Славы III степени (27.08.1944)[13]
  - медали, в том числе:
  - «За отвагу» (20.01.1944)[14]
  - «За боевые заслуги» (20.04.1953)[15]
  - «За победу над Германией в Великой Отечественной войне 1941—1945 гг.» (1945)[16]
  - «За взятие Берлина» (1945)
  - «За освобождение Праги» (1945)
  - «30 лет Советской Армии и Флота» (1948)
  - И другие